# 穆凡中
穆凡中（1936年—2019年），男，山东人，中国戏剧家，曾任广东省戏剧家协会副主席，澳门笔会副会长，澳门华文戏剧学会主席，中国戏剧家协会顾问。